# Magnus Svensson (politiker)
Magnus Svensson (i riksdagen kallad Svensson i Torpa), född 1 april 1821 i Bjärby församling, Skaraborgs län, död 18 november 1901 i Segerstads församling, Skaraborgs län, var en svensk lantbrukare och riksdagsman.
Svensson var lantbrukare i Stora Torpa i Segerstads församling. Han företrädde bondeståndet i Åse, Viste, Barne och Laske härader vid ståndsriksdagen 1865–1866. Han var även ledamot av Sveriges riksdags andra kammare.